# 1976年モントリオールオリンピックのユーゴスラビア選手団
1976年モントリオールオリンピックのユーゴスラビア選手団（1976ねんモントリオールオリンピックのユーゴスラビアせんしゅだん）は、1976年7月17日から8月1日にかけてカナダのモントリオールで開催された1976年モントリオールオリンピックのユーゴスラビア選手団、およびその競技結果。

## 概要
今大会は金メダル2個、銀メダル3個、銅メダル3個の合計8個のメダルを獲得した。

## メダル
| メダル | 選手名             | 競技 | 種目           |
| ------ | ------------------ | ---- | -------------- |
| 銅     | スラフコ・オバドフ | 柔道 | 男子80kg以下級 |